# Mecanismo de Pago a Proveedores
El Mecanismo de Pago a Proveedores, o dicho también Plan de Pago a Proveedores es una línea de crédito creada por el gobierno español en el año 2012 dentro del contexto de la crisis económica. Está concebida para que el Estado preste dinero a las Entidades Locales proveedores, han recibido en total 9.598,3 millones de euros.
El listado de comunidades autónomas que han accedido al Mecanismo de Pago a Proveedores que han sumado una préstamo por valor de 17.705 millones de euros. Los cuales se les adjuntó un 5,93% de interés.
- Andalucía recibió un préstamo por valor de 2.693,5 millones de euro.
- Aragón se añadió al Plan al recibir 429 millones de euro.
- Castilla-La Mancha obtuvo 2.918,6 millones de euros durante este año.
- Castilla y León accedió al Mecanismo al recibir 2.020,2 millones de euros.
- Cataluña adquirió un préstamo por valor de 2.020,2 millones de euros.
- Canarias se hizo con una ayuda de 231,1 millones de euros, en forma de préstamo.
- Extremadura se introdujo en el Mecanismo al recibir 227,9 millones de euros.
- La Comunidad Valenciana recibió 4.354,8 millones de euros.
- El Principado de Asturias se adhirió al Fondo al recibir 243,3 millones de euros.
- Las Islas Baleares, en cambio, recibieron 841,6 millones de euros.
- Cantabria accedió al Mecanismo al obtener 326,6 millones de euros.
- La Comunidad de Madrid se hizo con una ayuda de 1.257,4 millones de euros.
- La Región de Murcia se añadió al Fondo, tras recibir 1.037,6 millones de euros.
- La Rioja se adhirió, aunque únicamente recibió 70,8 millones de euros.

## 2013
Durante el 2013, se llevaron a cabo dos fases distintas del Mecanismo de Pago a Proveedores, y el último a su vez de dividió en dos tramos.
Las Entidades Locales que se accedieron a la primera fase del Plan en 2013, sumaron 203,4 millones de euros en ayudas. Y en la segunda fase sumaron 1.761,6 millones de euros, aunque únicamente en el primer tomo, ya que en el segundo no recibieron nada.
En cambio, las CC.AA que se agregaron al Mecanismo sumaron en la primera fase del año, 938,5 millones de euros. Y en la segunda fase recibieron 3.614,7 millones de euros en el primer tramo, y 8.004,9 millones de euros en el segundo tramo. Estos préstamos se llevaron a cabo con un interés del 4,4%.

### 1ª Fase del Mecanismo de Pago a Proveedores de 2013
- Andalucía recibió 2,8 millones de euros.
- Castilla-La Mancha obtuvo una ayuda de 60,8 millones de euros.
- Cataluña se adhirió al Plan tras recibir 737,7 millones de euros del Estado español.
- Extremadura se añadió al Mecanismo al obtener 6,6 millones de euros en calidad de préstamo.
- La Comunidad Valenciana consiguió un préstamo de 69,8 millones de euros del Gobierno de España.
- Las Islas Baleares obtuvieron un préstamo por valor de 38,3 millones de euros.
- La Región de Murcia, finalmente, recibieron una ayuda de 22,5 millones de euros.

### 2ª Fase del Mecanismo de Pago a Proveedores de 2013
Si dividió en dos tramos;
- Andalucía recibió 631,5 millones de euros en calidad de préstamo del Estado español en el primer tramo,  en el segundo, en cambio, recibió 631,5 millones de euros.
- Aragón obtuvo 11,4 millones de euros con la finalidad de pagar a los proveedores en el primer tramo, en el segundo recibió 113,9 millones de euros.
- Castilla-La Mancha, en el primer tramo recibió 278,5 millones de euros, y en el segundo 713,1 millones de euros.
- Cataluña se adhirió a la segunda fase, tras recibir en el primer tramo 1.431,2 millones de euros, y en el segundo 2.263,8 millones de euros.
- Canarias se decantó para pedir un préstamo al Gobierno Español, del cual recibió en el primer tramo 24,4 millones de euros, y en el segundo 66 millones de euros.
- Extremadura recibió únicamente una ayuda en calidad de préstamo en el segundo tramo, de 73,6 millones de euros.
- La Comunidad Valenciana se hizo con una ayuda de 870,9 millones de euros en el primer tramo, y en el segundo con una de 2.263,8 millones de euros.
- Las Islas Baleares se les concedió un préstamo de 46,7 millones de euros en el primer tramo, y de 347,2 millones de euros más en el segundo.
- La Comunidad de Madrid recibió  únicamente un préstamo en el primer tramo, que fue de 89,4 millones de euros.
- La Región de Murcia, para acabar, obtuvo un préstamo por valor de 230,7 millones de euros en el primer tramo, y por valor de 478,3 millones de euros en el segundo.